# Lista de património edificado no distrito de Setúbal
Esta lista é uma sublista da Lista de património edificado em Portugal para o Distrito de Setúbal, ordenada alfabeticamente por concelho, baseada nas listagens do IPPAR de Março de 2005 e atualizações.
Legenda:
- Os monumentos podem eventualmente ter várias designações, sendo estas separadas nesse caso pela conjunção "ou";
- Por vezes vários edifícios fazem parte de uma mesma classificação patrimonial, sendo nesse caso separados pela conjunção "e";
- A existência de dois graus de classificação diferente para um mesmo monumento (usualmente VC e outro) significa que este aguarda uma classificação definitiva, se bem que tenha sido homologado com o grau indicado (ex: VC-IIP é um imóvel em vias de classificação, homologado com o grau de Imóvel de Interesse Público).

Observação: São preservadas as denominações adoptadas pelo IPPAR, mesmo que elas apresentem outras alternativas. Nestes casos há redireccionamento para aquela em que o artigo está redigido, podendo ou não esta designação aparecer na lista.

## Alcácer do Sal
| ID       | Designações                                                                       | Categoria              | Tipologia           | Freguesia              | Grau | Ano  | Coordenadas                   | Imagem |
| -------- | --------------------------------------------------------------------------------- | ---------------------- | ------------------- | ---------------------- | ---- | ---- | ----------------------------- | ------ |
| 69696    | Solar dos Salemas                                                                 | Arquitectura civil     | Solar               | Santa Maria do Castelo | IIM  | 1982 | 38.37280941° N 8.50975467° O  |        |
| 70159    | Castelo de Alcácer do Sal                                                         | Arquitectura militar   | Castelo             | Santa Maria do Castelo | MN   | 1910 | 38.372994° N 8.513884° O      |        |
| 70490    | Estação arqueológica do Senhor dos Mártires ou Olival do Senhor dos Mártires      | Arqueologia            | Necrópole           | Santa Maria do Castelo | MN   | 1970 | 38.37231694° N 8.51986795° O  |        |
| 71317    | Igreja da Misericórdia de Alcácer do Sal                                          | Arquitectura religiosa | Igreja              | Santa Maria do Castelo | VC   |      |                               |        |
| 73070    | Sítio arqueológico de Abul ou Feitoria de Abul                                    | Arqueologia            | Complexo industrial | Santa Maria do Castelo | VC   |      |                               |        |
| 74372    | Igreja do Senhor dos Mártires, Capela de São Bartolomeu e Capela de Maria Resende | Arquitectura religiosa | Igreja              | Santa Maria do Castelo | IIP  | 1982 | 38.372849° N 8.520399° O      |        |
| 74373    | Igreja do Espírito Santo                                                          | Arquitectura religiosa | Igreja              | Santa Maria do Castelo | IIP  | 1993 | 38.370995° N 8.513035° O      |        |
| 74821    | Igreja de Santa Maria do Castelo ou Igreja Matriz de Alcácer do Sal               | Arquitectura religiosa | Igreja              | Santa Maria do Castelo | IIP  | 1951 | 38.372547° N 8.512788° O      |        |
| 155593   | Igreja de Santa Susana                                                            | Arquitectura religiosa | Igreja              | Santa Susana           | VC   |      |                               |        |
| 73840    | Igreja de Santiago                                                                | Arquitectura religiosa | Igreja              | Santiago               | IIP  | 1993 | 38.371804° N 8.507861° O      |        |
| 73841    | Igreja do Convento dos Frades ou Igreja de Santo António                          | Arquitectura religiosa | Igreja              | Santiago               | IIP  | 1960 | 38.373971° N 8.510305° O      |        |
| 74669    | Pelourinho de Alcácer do Sal                                                      | Arquitectura civil     | Pelourinho          | Santiago               | IIP  | 1933 | 38.37479236° N 8.50661798° O  |        |
| 9682211  | Albergaria Ordem de Santiago                                                      | n/a                    | n/a                 | Santiago               | IIM  |      | 38.37479236° N 8.50661798° O  |        |
| 69701    | Monte da Tumba ou Povoado fortificado do Monte da Tumba                           | Arqueologia            | Povoado fortificado | Torrão                 | VC   |      |                               |        |
| 71316    | Ermida ou Capela de Nossa Senhora do Bom Sucesso                                  | Arquitectura religiosa | Ermida              | Torrão                 | VC   |      |                               |        |
| 72003    | Convento de São Francisco (e a respectiva Igreja de São Francisco)                | Arquitectura religiosa | Convento            | Torrão                 | VC   |      |                               |        |
| 73703    | Igreja de Nossa Senhora da Assunção ou Igreja Matriz de Torrão                    | Arquitectura religiosa | Igreja              | Torrão                 | IIP  | 1933 | 38.295958° N 8.229761° O      |        |
| 155592   | Habitação na Rua Freitas, 8                                                       | Arquitectura civil     | Casa                | Torrão                 | VC   |      |                               |        |
| 97016854 | Pousada do Vale do Gaio                                                           | Monumento              |                     | Torrão                 | n/c  |      | 38.25011667° N 8.295066667° O |        |

 Legenda: PM - Património Mundial · MN - Monumento Nacional · IIP - Imóvel de Interesse Público · MIP - Monumento de Interesse Público · CIP - Conjunto de Interesse Público · SIP - Sítio de Interesse Público · IIM - Imóvel de Interesse Municipal · MIM - Monumento de Interesse Municipal · CIM - Conjunto de Interesse Municipal · SIM - Sítio de Interesse Municipal · VC - Em vias de classificação · SPL - Sem proteção legal

## Alcochete
| ID    | Designações                                                                                     | Categoria              | Tipologia           | Freguesia     | Grau | Ano  | Coordenadas                  | Imagem |
| ----- | ----------------------------------------------------------------------------------------------- | ---------------------- | ------------------- | ------------- | ---- | ---- | ---------------------------- | ------ |
| 70838 | Olaria romana do Porto dos Cacos ou Porto dos Cacos                                             | Arqueologia            | Complexo industrial | Alcochete     | VC   | 1994 |                              |        |
| 71170 | Igreja de São João Baptista (Alcochete) ou Igreja Matriz de Alcochete                           | Arquitectura religiosa | Igreja              | Alcochete     | MN   | 1910 | 38.756169° N 8.959872° O     |        |
| 74209 | Capela de Nossa Senhora da Vida ou Capela da Senhora da Vida ou Antiga Capela do Espírito Santo | Arquitectura religiosa | Capela              | Alcochete     | IIP  | 1996 | 38.756944° N 8.962058° O     |        |
| 74210 | Igreja da Misericórdia de Alcochete                                                             | Arquitectura religiosa | Igreja              | Alcochete     | IIP  | 1996 | 38.756035° N 8.963685° O     |        |
| 71046 | Pórtico do antigo Convento de São Francisco (Alcochete)                                         | Arquitectura religiosa | Portal              | São Francisco | IIM  | 1996 | 38.73299787° N 8.96917983° O |        |

 Legenda: PM - Património Mundial · MN - Monumento Nacional · IIP - Imóvel de Interesse Público · MIP - Monumento de Interesse Público · CIP - Conjunto de Interesse Público · SIP - Sítio de Interesse Público · IIM - Imóvel de Interesse Municipal · MIM - Monumento de Interesse Municipal · CIM - Conjunto de Interesse Municipal · SIM - Sítio de Interesse Municipal · VC - Em vias de classificação · SPL - Sem proteção legal

## Almada
| ID       | Designações | Categoria              | Tipologia           | Freguesia         | Grau | Ano  | Coordenadas                  | Imagem |
| -------- | --- | ---------------------- | ------------------- | ----------------- | ---- | ---- | ---------------------------- | ------ |
| 71481    | Edifício da antiga Igreja de São Sebastião | Arquitectura religiosa | Igreja              | Almada            | IIM  | 1996 | 38.67855106° N 9.16039696° O |        |
| 71604    | Quinta de São Francisco de Borja | Arquitectura civil     | Quinta              | Almada            | IIM  | 1983 | 38.68041712° N 9.15818277° O |        |
| 74207    | Palácio da Cerca | Arquitectura civil     | Palácio             | Almada            | IIP  | 1996 | 38.683983° N 9.158953° O     |        |
| 10746480 | Igreja da Misericórdia de Almada |                        |                     | Almada            | IIP  | 2013 |                              |        |
| 69703    | Fábrica romana de salga de Cacilhas | Arquitectura civil     | Fábrica             | Cacilhas          | IIP  | 1992 | 38.68618216° N 9.1478642° O  |        |
| 71707    | Estação arqueológica da Quinta do Almaraz ou Quinta do Almaraz                                                                                    | Arqueologia            | Povoado fortificado | Cacilhas          | IIP  |      |                              |        |
| 70145    | Fortaleza da Torre Velha ou Torre Velha | Arquitectura militar   | Fortaleza           | Caparica          | MN   | 1996 |                              |        |
| 71603    | Solar da Quinta de Nossa Senhora da Conceição (incluindo celeiro, pombal, nora e jardim)                                                          | Arquitectura civil     | Quinta              | Caparica          | IIM  | 1983 | 38.66336347° N 9.22112909° O |        |
| 74206    | Capela de São Tomás de Aquino ou Ermida de São Tomás de Aquino                                                                                    | Arquitectura religiosa | Capela              | Caparica          | IIP  | 1996 | 38.66706193° N 9.21084447° O |        |
| 74831    | Pelourinho de Almada | Arquitectura civil     | Pelourinho          | Costa de Caparica | IIP  | 1933 | 38.645517° N 9.222088° O     |        |
| 70916    | Nora de ferro ((Nora de ferro da Escola Básica Comandante Conceição e Silva)), situada nos terrenos da Escola Básica Comandante Conceição e Silva | Arquitectura civil     | Nora                | Cova da Piedade   | IIM  | 1982 | 38.67014834° N 9.16837728° O |        |
| 73600    | Fábrica de Moagem do Caramujo (antiga) | Arquitectura civil     | Fábrica             | Cova da Piedade   | IIP  | 2002 | 38.670711° N 9.153435° O     |        |
| 340493   | Palacete António José Gomes (jardim e cocheira)                                                                                                   | Arquitectura civil     | Palacete            | Cova da Piedade   | IIP  | 1990 | 38.670034° N 9.157683° O     |        |
| 71543    | Quinta de São Miguel | Arquitectura civil     | Quinta              | Pragal            | IIM  | 1996 | 38.67555236° N 9.16845522° O |        |
| 71544    | Quinta de Santo António da Bela Vista | Arquitectura civil     | Quinta              | Pragal            | IIM  | 1996 | 38.67194968° N 9.16840326° O |        |
| 71545    | Quinta de Santa Rita (incluindo a Casa de Fresco e o poço)                                                                                        | Arquitectura civil     | Quinta              | Pragal            | IIM  | 1996 | 38.67375102° N 9.16842924° O |        |
| 74832    | Quinta de São Lourenço | Arquitectura civil     | Quinta              | Pragal            | IIP  | 1982 | 38.67870573° N 9.18352011° O |        |

 Legenda: PM - Património Mundial · MN - Monumento Nacional · IIP - Imóvel de Interesse Público · MIP - Monumento de Interesse Público · CIP - Conjunto de Interesse Público · SIP - Sítio de Interesse Público · IIM - Imóvel de Interesse Municipal · MIM - Monumento de Interesse Municipal · CIM - Conjunto de Interesse Municipal · SIM - Sítio de Interesse Municipal · VC - Em vias de classificação · SPL - Sem proteção legal

## Barreiro
| ID       | Designações                                 | Categoria              | Tipologia   | Freguesia          | Grau | Ano  | Coordenadas                  | Imagem |
| -------- | ------------------------------------------- | ---------------------- | ----------- | ------------------ | ---- | ---- | ---------------------------- | ------ |
| 5534647  | Convento da Madre de Deus da Verderena      | n/a                    | n/a         | Alto do Seixalinho | IIM  |      | 38.6539394° N 9.06277935° O  |        |
| 71722    | Teatro-Cine Barreirense                     | Arquitectura civil     | Cine-Teatro | Barreiro           | VC   | 1995 |                              |        |
| 10387228 | Portal Manuelino da Ermida de São Sebastião | n/a                    | n/a         | Barreiro           | IIM  |      | 38.66329616° N 9.07657254° O |        |
| 10387274 | Edifício dos Paços do Concelho do Barreiro  | n/a                    | n/a         | Barreiro           | IIM  |      | 38.6605738° N 9.0745837° O   |        |
| 10387295 | Igreja da Misericórdia do Barreiro          | n/a                    | n/a         | Barreiro           | IIM  |      | 38.66401941° N 9.07736331° O |        |
| 72341    | Real Fábrica de Vidros de Coina             | Arquitectura civil     | Fábrica     | Coina              | IIP  | 1997 | 38.59245878° N 9.04230036° O |        |
| 70349    | Igreja de Nossa Senhora da Graça de Palhais | Arquitectura religiosa | Igreja      | Palhais            | MN   | 1922 | 38.62622911° N 9.0493186° O  |        |

 Legenda: PM - Património Mundial · MN - Monumento Nacional · IIP - Imóvel de Interesse Público · MIP - Monumento de Interesse Público · CIP - Conjunto de Interesse Público · SIP - Sítio de Interesse Público · IIM - Imóvel de Interesse Municipal · MIM - Monumento de Interesse Municipal · CIM - Conjunto de Interesse Municipal · SIM - Sítio de Interesse Municipal · VC - Em vias de classificação · SPL - Sem proteção legal

## Grândola
| ID      | Designações                                                  | Categoria              | Tipologia | Freguesia                                  | Grau | Ano  | Coordenadas                  | Imagem |
| ------- | ------------------------------------------------------------ | ---------------------- | --------- | ------------------------------------------ | ---- | ---- | ---------------------------- | ------ |
| 73997   | Monumento megalítico da Pata do Cavalo ou Monte das Boiças 1 | Arqueologia            | Tolo      | Azinheira dos Barros e São Mamede do Sádão | IIP  | 1990 | 38.08724347° N 8.48204041° O |        |
| 73998   | Monumento megalítico do Lousal ou Lousal 1                   | Arqueologia            | Tolo      | Azinheira dos Barros e São Mamede do Sádão | IIP  | 1990 | 38.04101063° N 8.44634695° O |        |
| 69755   | Ruínas de Troia                                              | Arqueologia            | Conjunto  | Carvalhal                                  | MN   | 1910 | 38.486273° N 8.884778° O     |        |
| 71376   | Igreja Matriz de Grândola                                    | Arquitectura religiosa | Igreja    | Grândola                                   | VC   |      |                              |        |
| 74977   | Barragem romana do Pego da Moura ou Barragem do Pego da Mina | Arqueologia            | Barragem  | Grândola                                   | IIP  | 1997 | 38.1541197° N 8.57233187° O  |        |
| 74978   | Sítio arqueológico romano do Cerrado do Castelo              | Arqueologia            | Termas    | Grândola                                   | IIP  | 1997 | 38.17251619° N 8.56742131° O |        |
| 9985401 | Sport Club Grandolense                                       | n/a                    | n/a       | Grândola                                   | IIM  |      | 38.17211089° N 8.56739607° O |        |
| 72932   | Necrópole de cistas das Casas Velhas                         | Arqueologia            | Necrópole | Melides                                    | IIP  | 1990 | 38.11918564° N 8.73063187° O |        |
| 72933   | Dólmen da Pedra Branca                                       | Arqueologia            | Anta      | Melides                                    | IIP  | 1990 | 38.11291431° N 8.72373912° O |        |

 Legenda: PM - Património Mundial · MN - Monumento Nacional · IIP - Imóvel de Interesse Público · MIP - Monumento de Interesse Público · CIP - Conjunto de Interesse Público · SIP - Sítio de Interesse Público · IIM - Imóvel de Interesse Municipal · MIM - Monumento de Interesse Municipal · CIM - Conjunto de Interesse Municipal · SIM - Sítio de Interesse Municipal · VC - Em vias de classificação · SPL - Sem proteção legal

## Moita
| ID    | Designações                                                                      | Categoria              | Tipologia  | Freguesia    | Grau | Ano  | Coordenadas                  | Imagem |
| ----- | -------------------------------------------------------------------------------- | ---------------------- | ---------- | ------------ | ---- | ---- | ---------------------------- | ------ |
| 71045 | Capela da Santa Casa da Misericórdia de Alhos Vedros                             | Arquitectura religiosa | Capela     | Alhos Vedros | IIM  | 1996 | 38.65607316° N 9.01768209° O |        |
| 74754 | Capela da Igreja de São Lourenço (Alhos Vedros) ou Igreja Matriz de Alhos Vedros | Arquitectura religiosa | Igreja     | Alhos Vedros | IIP  | 1933 | 38.654762° N 9.028078° O     |        |
| 74755 | Pelourinho de Alhos Vedros                                                       | Arquitectura civil     | Pelourinho | Alhos Vedros | IIP  | 1933 | 38.654638° N 9.027894° O     |        |
| 70769 | Ermida de Nossa Senhora do Rosário                                               | Arquitectura religiosa | Capela     | Gaio-Rosário | IIP  | 2001 | 38.677908° N 9.010919° O     |        |
| 72609 | Igreja Paroquial de Nossa Senhora da Boa Viagem                                  | Arquitectura religiosa | Igreja     | Moita        | VC   | 2002 |                              |        |

 Legenda: PM - Património Mundial · MN - Monumento Nacional · IIP - Imóvel de Interesse Público · MIP - Monumento de Interesse Público · CIP - Conjunto de Interesse Público · SIP - Sítio de Interesse Público · IIM - Imóvel de Interesse Municipal · MIM - Monumento de Interesse Municipal · CIM - Conjunto de Interesse Municipal · SIM - Sítio de Interesse Municipal · VC - Em vias de classificação · SPL - Sem proteção legal

## Montijo
| ID       | Designações | Categoria              | Tipologia   | Freguesia        | Grau | Ano  | Coordenadas                  | Imagem |
| -------- | --- | ---------------------- | ----------- | ---------------- | ---- | ---- | ---------------------------- | ------ |
| 71723    | Igreja de Nossa Senhora da Atalaia e 3 cruzeiros.                                                                   | Arquitectura religiosa | Igreja      | Atalaia          | MIP  | 2010 | 38.70896748° N 8.92751198° O |        |
| 71480    | Igreja Paroquial de Nossa Senhora da Oliveira ou Igreja Paroquial de São Sebastião de Canha                         | Arquitectura religiosa | Igreja      | Canha            | IIM  | 1996 | 39.25004722° N 8.59018333° O |        |
| 71694    | Ermida de São Sebastião (Montijo)                                                                                   | Arquitectura religiosa | Ermida      | Montijo          | IIM  | 1991 | 38.70679° N 8.968408° O      |        |
| 71695    | Conjunto constituído pela Capela do Senhor Jesus dos Aflitos e anexos da Quinta do Saldanha e respectivo logradouro | n/a                    | n/a         | Montijo          | IIM  |      | 38.705845° N 8.986753° O     |        |
| 71696    | Casa da Quinta do Pátio de Água ou da Quinta de Santo António e Ermida de Santo António                             | Arquitectura mista     | Conjunto    | Montijo          | IIP  | 2002 | 38.706972° N 8.977495° O     |        |
| 71697    | Cine-Teatro Joaquim de Almeida                                                                                      | Arquitectura civil     | Cine-Teatro | Montijo          | IIM  | 1996 | 38.705936° N 8.970401° O     |        |
| 72885    | Igreja do Espírito Santo (Montijo) ou Igreja Matriz do Montijo                                                      | Arquitectura religiosa | Igreja      | Montijo          | IIP  | 1993 | 38.706112° N 8.97417° O      |        |
| 72886    | Igreja da Misericórdia do Montijo                                                                                   | Arquitectura religiosa | Igreja      | Montijo          | IIP  | 1993 | 38.707508° N 8.972064° O     |        |
| 13637165 | Edifício do Museu Municipal do Montijo (antiga Casa Mora)                                                           | n/a                    | n/a         | Montijo          | IIM  |      | 38.706734° N 8.976171° O     |        |
| 13637293 | Praça de Touros Amadeu Augusto dos Santos                                                                           | n/a                    | n/a         | Montijo          | IIM  |      | 38.708069° N 8.964831° O     |        |
| 13669357 | Edifício da Assembleia Municipal e Galeria Municipal                                                                | n/a                    | n/a         | Montijo          | IIM  |      | 38.705587° N 8.97403° O      |        |
| 13669494 | Moinho de Vento do Esteval                                                                                          | n/a                    | n/a         | Montijo          | IIM  |      | 38.714517° N 8.966779° O     |        |
| 71063    | Fontanário de Pegões Velhos                                                                                         | Arquitectura civil     | Fontanário  | Pegões           | IIM  | 1993 | 38.67982553° N 8.66632209° O |        |
| 74558    | Igreja de São Jorge (Montijo) e Ermida de Nossa Senhora da Piedade                                                  | Arquitectura religiosa | Igreja      | Sarilhos Grandes | IIP  | 1993 | 38.679405° N 8.96865° O      |        |

 Legenda: PM - Património Mundial · MN - Monumento Nacional · IIP - Imóvel de Interesse Público · MIP - Monumento de Interesse Público · CIP - Conjunto de Interesse Público · SIP - Sítio de Interesse Público · IIM - Imóvel de Interesse Municipal · MIM - Monumento de Interesse Municipal · CIM - Conjunto de Interesse Municipal · SIM - Sítio de Interesse Municipal · VC - Em vias de classificação · SPL - Sem proteção legal

## Palmela
| ID       | Designações | Categoria              | Tipologia           | Freguesia      | Grau | Ano  | Coordenadas                  | Imagem |
| -------- | --- | ---------------------- | ------------------- | -------------- | ---- | ---- | ---------------------------- | ------ |
| 69764    | Castro de Chibanes | Arqueologia            | Povoado fortificado | Palmela        | IIP  |      |                              |        |
| 70171    | Castelo de Palmela | Arquitectura militar   | Castelo             | Palmela        | MN   | 1910 | 38.56592785° N 8.90067864° O |        |
| 71223    | Igreja de Santiago de Palmela | Arquitectura religiosa | Igreja              | Palmela        | MN   | 1910 | 38.565664° N 8.90107741° O   |        |
| 71224    | Pelourinho de Palmela | Arquitectura civil     | Pelourinho          | Palmela        | MN   | 1910 | 38.56779° N 8.899658° O      |        |
| 71554    | Capela de São João Baptista, Capela de Malta, Capela de Rodes ou Antiga Comenda da Ordem da Ordem Hospitalária de São João de Jerusalém | Arquitectura religiosa | Capela              | Palmela        | IIM  | 1997 | 38.57140713° N 8.90306637° O |        |
| 71898    | Igreja da Misericórdia de Palmela | Arquitectura religiosa | Igreja              | Palmela        | IIP  | 2006 |                              |        |
| 13027273 | Cine-Teatro São João (Palmela) | n/a                    | n/a                 | Palmela        | IIM  |      | 38.57125239° N 8.90194021° O |        |
| 13047546 | Chafariz D. Maria I | n/a                    | n/a                 | Palmela        | IIM  |      | 38.57050055° N 8.90394021° O |        |
| 4980645  | Torre da Estação Ferroviária de Pinhal Novo (de sinalização e manobra)                                                                  | Arquitectura civil     | Torre               | Pinhal Novo    | IIM  | 2003 | 38.6300922° N 8.91434022° O  |        |
| 69820    | Grutas da Quinta do Anjo ou Grutas do Casal do Pardo                                                                                    | Arqueologia            | Gruta artificial    | Quinta do Anjo | MN   | 1934 | 38.56416805° N 8.93863695° O |        |

 Legenda: PM - Património Mundial · MN - Monumento Nacional · IIP - Imóvel de Interesse Público · MIP - Monumento de Interesse Público · CIP - Conjunto de Interesse Público · SIP - Sítio de Interesse Público · IIM - Imóvel de Interesse Municipal · MIM - Monumento de Interesse Municipal · CIM - Conjunto de Interesse Municipal · SIM - Sítio de Interesse Municipal · VC - Em vias de classificação · SPL - Sem proteção legal

## Santiago do Cacém
| ID      | Designações                                                      | Categoria              | Tipologia                                               | Freguesia         | Grau | Ano  | Coordenadas                  | Imagem |
| ------- | ---------------------------------------------------------------- | ---------------------- | ------------------------------------------------------- | ----------------- | ---- | ---- | ---------------------------- | ------ |
| 71664   | Ponte medieval de Alvalade ou Ponte sobre a ribeira de Campilhas | Arquitectura civil     | Ponte                                                   | Alvalade          | IIM  |      | 37.88792475° N 8.41841185° O |        |
| 73004   | Pelourinho de Alvalade                                           | Arquitectura civil     | Pelourinho                                              | Alvalade          | IIP  | 1933 | 37.940454° N 8.393827° O     |        |
| 69756   | Área do Castelo Velho com as ruínas da cidade romana Miróbriga   | Arqueologia            | Villa - Itinerários arqueológicos do Alentejo e Algarve | Santiago do Cacém | IIP  | 1943 | 38.009382° N 8.684131° O     |        |
| 70441   | Castelo de Santiago do Cacém                                     | Arquitectura militar   | Castelo                                                 | Santiago do Cacém | MN   | 1910 | 38.014283° N 8.69842° O      |        |
| 71154   | Igreja de Santiago ou Igreja Matriz de Santiago do Cacém         | Arquitectura religiosa | Igreja                                                  | Santiago do Cacém | MN   | 1922 | 38.013871° N 8.69778° O      |        |
| 71344   | Convento de Nossa Senhora do Loreto (ruínas)                     | Arquitectura religiosa | Convento                                                | Santiago do Cacém | VC   |      |                              |        |
| 71346   | Capela de São Brás                                               | Arquitectura religiosa | Capela                                                  | Santiago do Cacém | VC   |      |                              |        |
| 71352   | Ermida de São Sebastião                                          | Arquitectura religiosa | Ermida                                                  | Santiago do Cacém | VC   |      |                              |        |
| 71356   | Chafariz da Senhora do Monte                                     | Arquitectura civil     | Chafariz                                                | Santiago do Cacém | VC   |      |                              |        |
| 73449   | Pelourinho de Santiago do Cacém                                  | Arquitectura civil     | Pelourinho                                              | Santiago do Cacém | IIP  | 1933 | 38.015406° N 8.697109° O     |        |
| 155849  | Capela de São Pedro                                              | Arquitectura religiosa | Capela                                                  | Santiago do Cacém | MIP  |      | 38.015834° N 8.699616° O     |        |
| 4377476 | Pousada de Santiago do Cacém                                     | Arquitectura civil     | Pousada                                                 | Santiago do Cacém | IIP  |      | 38.018283° N 8.691367° O     |        |
| 72023   | Igreja de Nossa Senhora da Graça (casa e fonte)                  | Arquitectura mista     | Conjunto                                                | Santo André       | VC   |      |                              |        |

 Legenda: PM - Património Mundial · MN - Monumento Nacional · IIP - Imóvel de Interesse Público · MIP - Monumento de Interesse Público · CIP - Conjunto de Interesse Público · SIP - Sítio de Interesse Público · IIM - Imóvel de Interesse Municipal · MIM - Monumento de Interesse Municipal · CIM - Conjunto de Interesse Municipal · SIM - Sítio de Interesse Municipal · VC - Em vias de classificação · SPL - Sem proteção legal

## Seixal
| ID      | Designações                                                              | Categoria              | Tipologia | Freguesia            | Grau | Ano  | Coordenadas                  | Imagem |
| ------- | ------------------------------------------------------------------------ | ---------------------- | --------- | -------------------- | ---- | ---- | ---------------------------- | ------ |
| 74556   | Moinho do Zemoto ou Moinho do Zeimoto                                    | Arquitectura civil     | Moinho    | Aldeia de Paio Pires | IIP  | 1984 | 38.644997° N 9.110773° O     |        |
| 74557   | Moinho da Quinta da Palmeira                                             | Arquitectura civil     | Moinho    | Aldeia de Paio Pires | IIP  | 1984 | 38.644997° N 9.110773° O     |        |
| 8261188 | Quinta do Pinhalzinho (Lagar de Azeite do Pinhalzinho)                   | Arquitectura civil     | Lagar     | Aldeia de Paio Pires | IIM  | 2001 | 38.62160117° N 9.07956191° O |        |
| 74062   | Moinho da Passagem                                                       | Arquitectura civil     | Moinho    | Amora                | IIP  | 1984 | 38.644997° N 9.110773° O     |        |
| 74063   | Moinho da Torre                                                          | Arquitectura civil     | Moinho    | Amora                | IIP  | 1984 | 38.644997° N 9.110773° O     |        |
| 74064   | Moinho do Capitão                                                        | Arquitectura civil     | Moinho    | Amora                | IIP  | 1984 | 38.644997° N 9.110773° O     |        |
| 74065   | Moinho do Galvão                                                         | Arquitectura civil     | Moinho    | Amora                | IIP  | 1984 | 38.644997° N 9.110773° O     |        |
| 72391   | Igreja Paroquial de Arrentela (ou Igreja de Nossa Senhora da Consolação) | Arquitectura religiosa | Igreja    | Arrentela            | IIP  | 1977 | 38.625912° N 9.103486° O     |        |
| 72392   | Moinho do Breyner                                                        | Arquitectura civil     | Moinho    | Arrentela            | IIP  | 1984 | 38.644997° N 9.110773° O     |        |
| 70371   | Olaria romana da Quinta do Rouxinol                                      | Arqueologia            | Olaria    | Corroios             | MN   | 1992 | 38.64542078° N 9.14483029° O |        |
| 73939   | Moinho de Corroios ou Moinho do Castelo                                  | Arquitectura civil     | Moinho    | Corroios             | IIP  | 1984 | 38.644997° N 9.110773° O     |        |
| 342941  | Fábrica de Pólvora de Vale de Milhaços ou Fábrica da Pólvora Negra       | Arquitectura civil     | Fábrica   | Corroios             | VC   | 2004 |                              |        |
| 72736   | Residência da Quinta da Trindade                                         | Arquitectura civil     | Solar     | Seixal               | IIP  | 1971 | 38.644126° N 9.09245° O      |        |
| 72737   | Moinho Novo dos Paulistas                                                | Arquitectura civil     | Moinho    | Seixal               | IIP  | 1984 | 38.644997° N 9.110773° O     |        |
| 72738   | Moinho Velho dos Paulistas                                               | Arquitectura civil     | Moinho    | Seixal               | IIP  | 1984 | 38.644997° N 9.110773° O     |        |

 Legenda: PM - Património Mundial · MN - Monumento Nacional · IIP - Imóvel de Interesse Público · MIP - Monumento de Interesse Público · CIP - Conjunto de Interesse Público · SIP - Sítio de Interesse Público · IIM - Imóvel de Interesse Municipal · MIM - Monumento de Interesse Municipal · CIM - Conjunto de Interesse Municipal · SIM - Sítio de Interesse Municipal · VC - Em vias de classificação · SPL - Sem proteção legal

## Sesimbra
| ID    | Designações | Categoria              | Tipologia  | Freguesia | Grau | Ano  | Coordenadas                  | Imagem |
| ----- | --- | ---------------------- | ---------- | --------- | ---- | ---- | ---------------------------- | ------ |
| 69769 | Estação arqueológica da Lapa do Fumo ou Lapa do Fumo                                                                            | Arqueologia            | Gruta      | Castelo   | IIP  | 1982 | 38.43528277° N 9.14038687° O |        |
| 70544 | Castelo de Sesimbra | Arquitectura militar   | Castelo    | Castelo   | MN   | 1910 | 38.4516° N 9.107753° O       |        |
| 73479 | Conjunto do Santuário de Nossa Senhora do Cabo Espichel - Igreja de Nossa Senhora do Cabo, Casa dos Círios e Ermida da Memória. | Arquitectura religiosa | Conjunto   | Castelo   | IIP  | 1950 | 38.420258° N 9.214878° O     |        |
| 74132 | Monumento megalítico da Roça do Casal do Meio                                                                                   | Arqueologia            | Tolo       | Castelo   | IIP  | 1984 | 38.45881872° N 9.03817789° O |        |
| 74808 | Forte do Cavalo ou Forte de São Teodósio                                                                                        | Arquitectura militar   | Forte      | Castelo   | IIP  | 1978 | 38.434559° N 9.116475° O     |        |
| 74611 | Forte de Santiago | Arquitectura militar   | Forte      | Santiago  | IIP  | 1977 | 38.442889° N 9.101142° O     |        |
| 74809 | Pelourinho de Sesimbra | Arquitectura civil     | Pelourinho | Santiago  | IIP  | 1933 | 38.443711° N 9.099653° O     |        |
| 74810 | Capela do Espírito Santo dos Mareantes                                                                                          | Arquitectura religiosa | Capela     | Santiago  | IIP  | 1977 | 38.443855° N 9.101653° O     |        |

 Legenda: PM - Património Mundial · MN - Monumento Nacional · IIP - Imóvel de Interesse Público · MIP - Monumento de Interesse Público · CIP - Conjunto de Interesse Público · SIP - Sítio de Interesse Público · IIM - Imóvel de Interesse Municipal · MIM - Monumento de Interesse Municipal · CIM - Conjunto de Interesse Municipal · SIM - Sítio de Interesse Municipal · VC - Em vias de classificação · SPL - Sem proteção legal

## Setúbal
| ID       | Designações | Categoria              | Tipologia           | Freguesia                            | Grau | Ano  | Coordenadas                  | Imagem |
| -------- | --- | ---------------------- | ------------------- | ------------------------------------ | ---- | ---- | ---------------------------- | ------ |
| 69877    | Pelourinho de Setúbal | Arquitectura civil     | Pelourinho          | Nossa Senhora da Anunciada           | MN   | 1910 | 38.523739° N 8.896749° O     |        |
| 69878    | Castelo de São Filipe ou Fortaleza de São Filipe | Arquitectura militar   | Castelo             | Nossa Senhora da Anunciada           | MN   | 1933 | 38.517715° N 8.909221° O     |        |
| 70840    | Palacete da Família Feu Guião ou Palácio do Adeantado | Arquitectura civil     | Palacete            | Nossa Senhora da Anunciada           | IIM  | 1991 | 38.52434441° N 8.89954802° O |        |
| 71491    | Quinta do Esteval | Arquitectura civil     | Quinta              | Nossa Senhora da Anunciada           | IIM  | 1997 | 38.5214558° N 8.94837671° O  |        |
| 71492    | Casa das Quatro Cabeças | Arquitectura civil     | Edifício            | Nossa Senhora da Anunciada           | IIM  | 1977 | 38.52438078° N 8.89536291° O |        |
| 74257    | Chafariz da Praça Teófilo Braga | Arquitectura civil     | Chafariz            | Nossa Senhora da Anunciada           | IIP  | 1977 | 38.523893° N 8.896782° O     |        |
| 74258    | Forte de Santiago do Outão | Arquitectura militar   | Forte               | Nossa Senhora da Anunciada           | IIP  | 1977 | 38.488853° N 8.93414° O      |        |
| 70213    | Portal da Gafaria | Arquitectura religiosa | Portal              | Santa Maria da Graça                 | MN   | 1910 | 38.5259394° N 8.88699672° O  |        |
| 70855    | Muralhas de Setúbal | Arquitectura militar   | Muralha             | Santa Maria da Graça                 | VC   | 1992 |                              |        |
| 74103    | Igreja de Santa Maria da Graça ou Sé de Setúbal | Arquitectura religiosa | Igreja              | Santa Maria da Graça                 | IIP  | 1955 | 38.524411° N 8.888055° O     |        |
| 70217    | Cruzeiro de Setúbal ou Cruzeiro do Largo de Jesus | Arquitectura religiosa | Cruzeiro            | São Julião                           | MN   | 1910 | 38.524517° N 8.893101° O     |        |
| 70218    | Igreja do antigo Convento de Jesus ou Convento de Jesus de Setúbal (incluindo claustro e primitiva casa do Capítulo)                                                     | Arquitectura religiosa | Mosteiro            | São Julião                           | MN   | 1933 | 38.526147° N 8.894908° O     |        |
| 70219    | Igreja de São Julião de Setúbal ou Igreja de São Julião (Setúbal) | Arquitectura religiosa | Igreja              | São Julião                           | MN   | 1910 | 38.5239° N 8.892417° O       |        |
| 73700    | Edifício do Grande Salão Recreio do Povo | Arquitectura civil     | Edifício            | São Julião                           | IIP  | 1982 | 38.522813° N 8.895344° O     |        |
| 73701    | Aqueduto de Setúbal ou Aqueduto dos Arcos ou Aqueduto da Estrada dos Arcos                                                                                               | Arquitectura civil     | Aqueduto            | São Julião                           | IIP  | 1971 | 38.530435° N 8.89624° O      |        |
| 73702    | Ermida de Nossa Senhora do Livramento (incluindo recheio) - Capela da antiga confraria de marinheiros e de pescadores                                                    | Arquitectura religiosa | Ermida              | São Julião                           | IIP  | 1933 |                              |        |
| 74797    | Fábrica romana de Salga, nas caves do edifício na Travessa de Frei Gaspar, 10                                                                                            | Arqueologia            | Complexo industrial | São Julião                           | IIP  | 1992 | 38.523534° N 8.890289° O     |        |
| 74820    | Escadaria que dá acesso ao átrio superior da Misericórdia | Arquitectura civil     | Escada              | São Julião                           | IIP  | 1933 | 38.52241344° N 8.89175301° O |        |
| 71510    | Fontanário em Vila Nogueira de Azeitão ou Chafariz dos Pasmados | Arquitectura civil     | Fontanário          | São Lourenço                         | IIM  | 1977 | 38.51723055° N 9.03317686° O |        |
| 74293    | Palácio da Quinta das Torres ou Quinta das Torres | Arquitectura civil     | Palácio             | São Lourenço                         | IIP  | 1996 | 38.520108° N 9.006192° O     |        |
| 74294    | Palácio dos Duques de Aveiro ou Paço dos Duques de Aveiro | Arquitectura civil     | Palácio             | São Lourenço                         | IIP  | 1977 | 38.518488° N 9.012825° O     |        |
| 74295    | Pelourinho de Vila Nogueira de Azeitão | Arquitectura civil     | Pelourinho          | São Lourenço                         | IIP  | 1933 | 38.518672° N 9.013756° O     |        |
| 74296    | Convento de Nossa Senhora da Arrábida e Mata de Carvalhos | Arquitectura religiosa | Convento            | São Lourenço                         | IIP  | 1977 | 38.473599° N 8.995253° O     |        |
| 74297    | Igreja de São Lourenço (São Lourenço) | Arquitectura religiosa | Igreja              | São Lourenço                         | IIP  | 1938 | 38.518934° N 9.014487° O     |        |
| 73994    | Igreja Paroquial de São Sebastião ou Igreja do antigo Convento de São Domingos, (incluindo parte do claustro)                                                            | Arquitectura religiosa | Igreja              | São Sebastião                        | IIP  | 1996 | 38.52347° N 8.884764° O      |        |
| 70212    | Palácio da Bacalhoa ou dos Albuquerques e Quinta da Bacalhoa, do Bacalhau ou da Condestablessa ou Villa Feyxe, Vila Fraiche, Fréche ou Fresca, em Vila Fresca de Azeitão | Arquitectura civil     | Quinta              | São Simão                            | MN   |      | 38.52386294° N 8.98968509° O |        |
| 70406    | Cruz das Vendas | Arquitectura religiosa | Cruzeiro            | São Simão                            | MN   | 1910 | 38.522236° N 9.016993° O     |        |
| 73105    | Convento de Brancanes | n/a                    | n/a                 | Setúbal (Nossa Senhora da Anunciada) | IIM  |      | 38.53287398° N 8.90110661° O |        |
| 13045677 | Casa de Luísa Todi | n/a                    | n/a                 | Setúbal (Nossa Senhora da Anunciada) | IIM  |      | 38.52477362° N 8.9000342° O  |        |
| 14306459 | Recolhimento da Soledade | n/a                    | n/a                 | Setúbal (Nossa Senhora da Anunciada) | IIM  |      | 38.52318641° N 8.89892797° O |        |
| 13636730 | Edifício sito na Avenida Luísa Todi, n.ºs 97-99 (também designado por Edifício do Club Setubalense)                                                                      | n/a                    | n/a                 | Setúbal (São Julião)                 | IIM  |      | 38.523615° N 8.890042° O     |        |
| 10328693 | Casa de Bocage | n/a                    | n/a                 | Setúbal (São Sebastião)              | IIM  |      | 38.52366321° N 8.88514968° O |        |

 Legenda: PM - Património Mundial · MN - Monumento Nacional · IIP - Imóvel de Interesse Público · MIP - Monumento de Interesse Público · CIP - Conjunto de Interesse Público · SIP - Sítio de Interesse Público · IIM - Imóvel de Interesse Municipal · MIM - Monumento de Interesse Municipal · CIM - Conjunto de Interesse Municipal · SIM - Sítio de Interesse Municipal · VC - Em vias de classificação · SPL - Sem proteção legal

## Sines
| ID     | Designações                                                             | Categoria              | Tipologia | Freguesia  | Grau | Ano  | Coordenadas                           | Imagem |
| ------ | ----------------------------------------------------------------------- | ---------------------- | --------- | ---------- | ---- | ---- | ------------------------------------- | ------ |
| 73124  | Herdade do Pessegueiro                                                  | Arquitectura civil     | Herdade   | Porto Covo | IIP  | 1974 |                                       |        |
| 74610  | Forte do Pessegueiro, incluindo o Forte da Ilha de Dentro               | Arquitectura militar   | Forte     | Porto Covo | IIP  | 1974 | 37.83345° N 8.797642° O               |        |
| 155367 | Praça Marquês de Pombal                                                 | Arquitectura civil     | Praça     | Porto Covo |      | 2010 | 37.84857706° N 8.79319893° O          |        |
| 70637  | Capela de Nossa Senhora das Salvas ou Capela de Nossa Senhora das Salas | Arquitectura religiosa | Capela    | Sines      | MN   | 1922 | 37.952761° N 8.874356° O              |        |
| 71334  | Ermida de São Bartolomeu ou Capela de São Bartolomeu                    | Arquitectura religiosa | Ermida    | Sines      | VC   |      |                                       |        |
| 71335  | Igreja da Santa Casa da Misericórdia                                    | Arquitectura religiosa | Igreja    | Sines      | VC   |      |                                       |        |
| 71336  | Igreja Matriz do Salvador ou Igreja Matriz de Sines                     | Arquitectura religiosa | Igreja    | Sines      | VC   |      | 37.955221° N 8.867297° O              |        |
| 74109  | Castelo de Sines                                                        | Arquitectura militar   | Castelo   | Sines      | IIP  | 1933 | 37.955133° N 8.866611° O              |        |
| 74609  | Forte de Nossa Senhora das Salvas ou Forte de Nossa Senhora de Salas    | Arquitectura militar   | Forte     | Sines      | IIP  | 1978 | 37.951304285631° N 8.8763630390167° O |        |

 Legenda: PM - Património Mundial · MN - Monumento Nacional · IIP - Imóvel de Interesse Público · MIP - Monumento de Interesse Público · CIP - Conjunto de Interesse Público · SIP - Sítio de Interesse Público · IIM - Imóvel de Interesse Municipal · MIM - Monumento de Interesse Municipal · CIM - Conjunto de Interesse Municipal · SIM - Sítio de Interesse Municipal · VC - Em vias de classificação · SPL - Sem proteção legal